# Hektokotylus

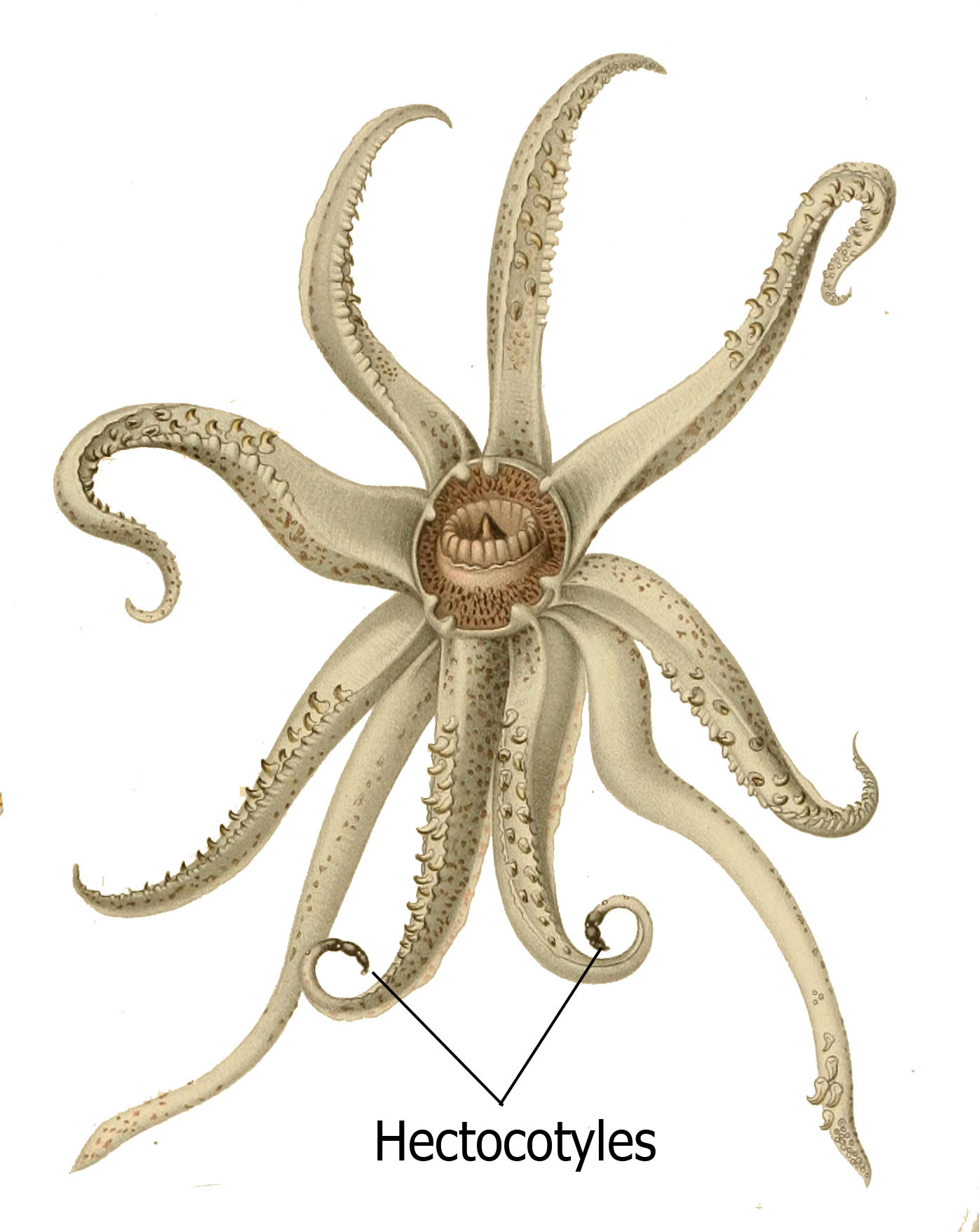
Kalmar hojný (Abraliopsis morisi) se dvěma hektotyly

Hektokotylus (hectocotylus) je jedno z ramen samců hlavonožců, které se specializuje na skladování a přenos spermatoforů na samici. Strukturálně jsou hektokotyly svalovými hydrostaty (biologická struktura tvořená pouze svaly, která nemá žádný kosterní podklad, např. jazyk nebo chobot). V závislosti na druhu hlavonožce jej může samec použít pouze jako přivaděč spermií k samici, nebo může rameno odvrhnout a předat je samici.